# Opiptacris alata
Opiptacris alata är en insektsart som beskrevs av Willemse, F.M.H. 1975. Opiptacris alata ingår i släktet Opiptacris och familjen gräshoppor. Inga underarter finns listade i Catalogue of Life.